# Franz Adolf Namszanowski

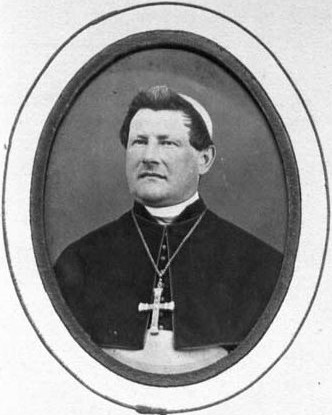
Bischof Namszanowski

Franz Adolf Namszanowski

Franz Adolf Namszanowski (* 12. August 1820 in Danzig; † 22. März 1900 in Frauenburg/Ostpreußen (heute Frombork, Polen)) war Armeebischof in Preußen.

## Leben und Wirken
Namszanowski wuchs in schlichten Verhältnissen auf, dennoch konnte er sich mit Unterstützung eines geistlichen Onkels im Ermland dem Studium widmen. Nach dem Abitur am Gymnasium in Culm studierte in Breslau Philosophie und Theologie und bezog 1844 das Lyceum Hosianum in Braunsberg. Während seines Studiums wurde er 1842 Mitglied der Alten Breslauer Burschenschaft.
Zwei Jahre später wurde er im Frauenburger Dom zum Priester geweiht und war anschließend Kaplan in Altmark, Groß Bertung (polnisch Bartąg) und Bischofsburg (Biskupiec), wurde dann Pfarrer von Grieslienen (polnisch Gryźliny) und Religionslehrer am Hohensteiner Gymnasium. Ab 1854 wirkte er in Groß Ramsau (polnisch Ramsowo) und wurde 1861 Propst von Königsberg. Hier wirkte er sieben Jahre und wurde 1866 von König Wilhelm I. zum katholischen Feldpropst ausersehen. Seine Ernennung erfolgte aber erst, nachdem das Amt eines katholischen Feldpropstes der preußischen Armee durch den Papst als kirchliches Amt durch Breve vom 22. Mai 1868 formal errichtet war.
Am 18. Juli 1868 präkonisierte ihn Papst Pius IX. als Titularbischof von Agathopolis in partibus infidelium und ernannte ihn noch eigens zum Feldpropst. Am 11. Oktober 1868 erfolgte seine Konsekration im Dom zu Frauenburg durch den Kardinal Erzbischof Philipp Krementz, der damals Bischof von Ermland war. Am 1. November erfolgte die feierliche Amtseinführung und Inthronisation in der als katholischen Garnisonkirche dienenden Pfarrkirche zu St. Michael in Berlin. Im Deutsch-Französischen Krieg 1870/71 stand Bischof Namszanowski an der Spitze der Militärseelsorge und feierte noch das Papstjubiläum am 16. Juni 1871 in der Hauptpfarrkirche zu St. Hedwig in Berlin. Streitigkeiten mit der Militärbehörde in einer Religionsangelegenheit wurden dem wegen seiner Schroffheit bei der Regierung missliebigen Feldpropst als Dienstpflichtverletzung ausgelegt und führten 1873 zu seiner Enthebung. Noch bevor das Disziplinarurteil gesprochen war, wurden dem geistlichen Würdenträger sämtliche bischöfliche Insignien abgenommen. Daraufhin liefen aus allen Teilen Deutschlands Zustimmungsadressen bei dem seines Amtes enthobenen obersten Militärgeistlichen ein, und der Verein katholischer Edelleute Deutschlands beschloss sogar, dem beraubten Kirchenfürsten die bischöflichen Insignien zum Geschenk zu überreichen. Namszanowski ist nach dieser Maßregelung nie mehr in der Öffentlichkeit in Erscheinung getreten. Bevor er im März 1900 verstarb, wurde er noch Domkapitular in Frauenburg.